# Eugen Dickmann von Secherau

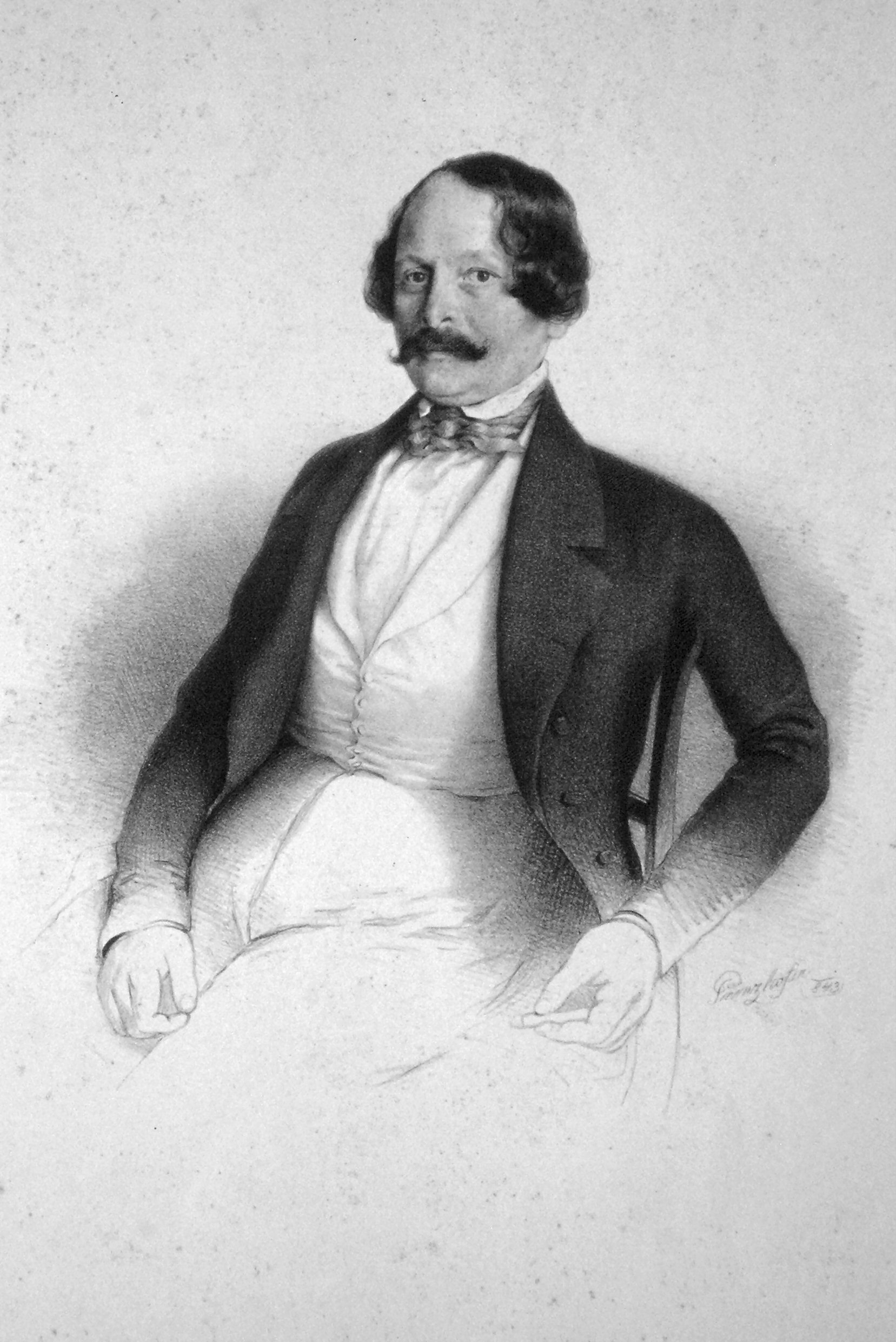
Eugen von Dickmann, Lithographie von August Prinzhofer, 1843.

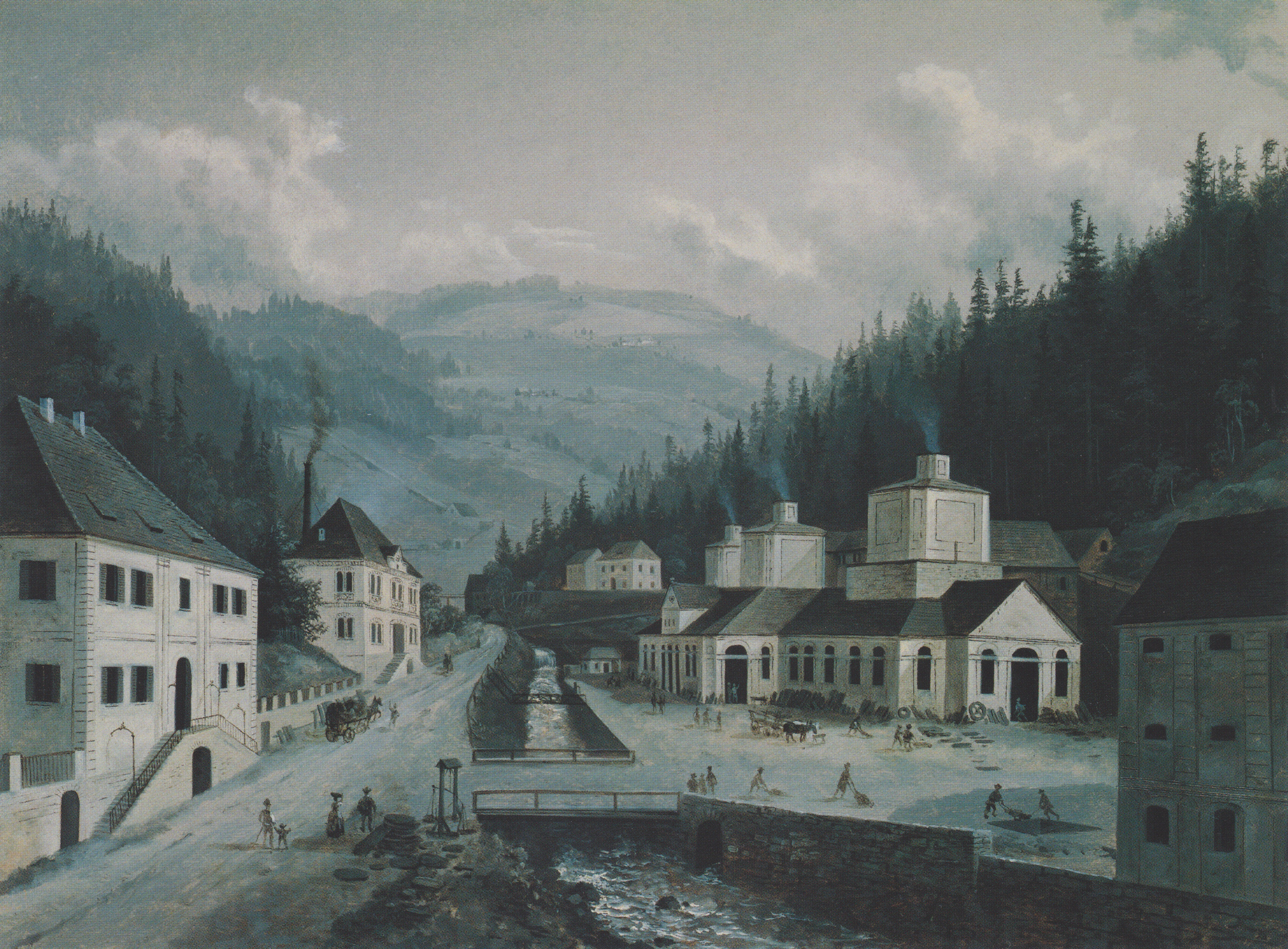
Hochöfen in Lölling im 19. Jahrhundert

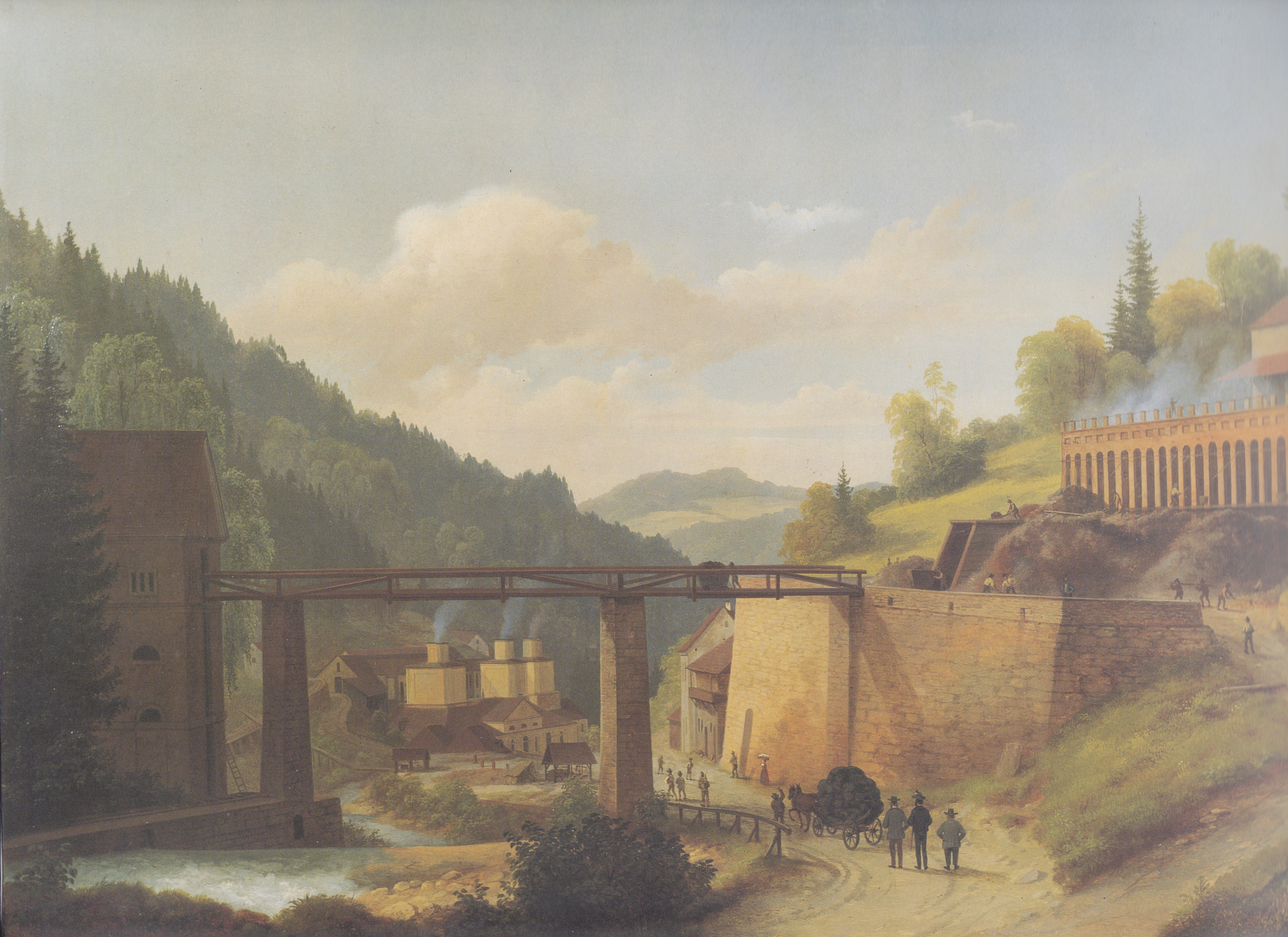
Erzrösterei in Lölling

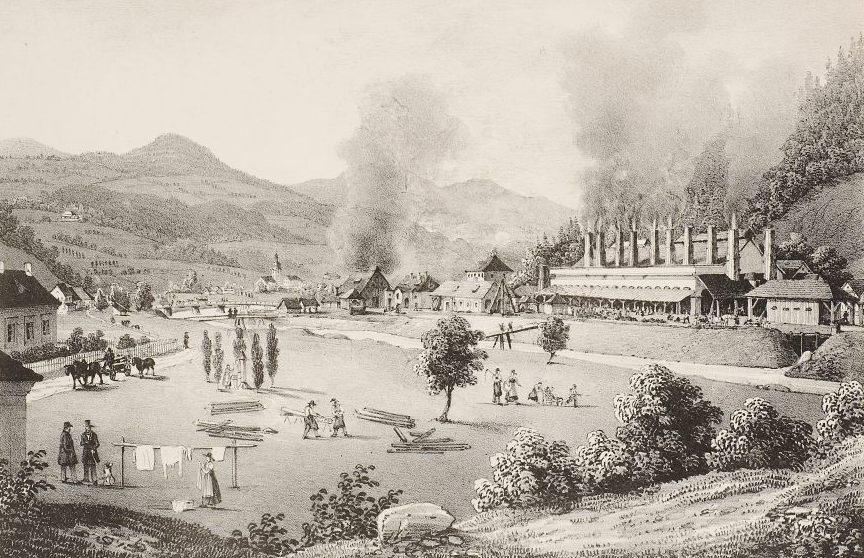
Prevalje auf einer Grafik um 1844

Freiherr Eugen von Dickmann-Secherau (* 4. Dezember 1793 in Wien; † 19. Juli 1863) war ein österreichischer Gewerke und Industrieller in Kärnten. Er war der bedeutendste Hochofeneigentümer am Hüttenberger Erzberg.

## Herkunft
Die Familie stammte ursprünglich aus den Niederlanden und stieg im 18. Jahrhundert von Sankt Veit an der Glan aus, in das Montanwesen ein. Eugen Dickmann übernahm 1835 die Verwaltung des Vermögens seiner Mutter Johanna Nepomucea Edle von Dickmann, die sehr erfolgreich war. Als einziger von drei Söhnen, der die Mutter überlebte, war er mit der größten Vollmacht der übrigen Miterben ausgestattet.

## Unternehmerische Leistungen
Dickmann verband die Hochöfen in Lölling durch den Bau einer Alpenstraße über das Klippitztörl mit dem Lavanttal und erhielt so einen besseren Zugang zur dortigen Holzkohle. Aus den zur Bewirtschaftung wenig geeigneten Bauerngütern erwarb er alljährlich über 5000 Joch und wandelte diese in Holzwirtschaft um. Die ertragsschwachen Eisenverarbeitungsbetriebe gab er auf und verstärkte den Betrieb des Eisenschmelzwerkes. 1838 erbaute er einen zweiten Hochofen in Lölling und führte die innovative, aus England stammende heiße Gebläse-Luft-Technologie ein, wodurch ein großer Teil an Brennstoff eingespart wurde.
Er steigerte die Roheisenerzeugung der Jahre 1836 bis 1845 im Durchschnitt auf 100.000 Zentner, 1846 auf 174.000 Zentner und 1847 sogar auf 197.000 Ztr., wodurch dem aufkommenden Roheisenmangel begegnet und der starken Nachfrage entsprochen wurde. Die Beurteilungskommission der Wiener Industrie-Ausstellung von 1845 zeichnete diese Leistungen durch eine Verleihung der goldenen Preismedaille aus.
Anfang 1844 beteiligte sich Dickmann mit Rosthorn zur Hälfte beim Steinkohlen- und Eisenwalzwerk Prevalje, dessen Erzeugung im Jahr 1843 30.000 Zentner, 1847 bereits 100.000 Zentner betrug.
1837 brachte soziale Veränderungen für seine Arbeiter der Löllinger Hütte mit sich: Es wurde länger gearbeitet und neben den Produktionsstätten wurden Arbeiterwohnungen gebaut.
Das Werk benutzte ausschließlich Braunkohle, einem bis dahin für unmöglich oder doch höchst zweifelhaft gehaltenem Brennstoff.
Eugen von Dickmann wurde für seine volkswirtschaftlichen Verdienste – durch Einführung einer rationellen Holzwirtschaft, durch Einsparung des Brennstoffes und den Werkbetrieb, in welchem er fast 300 Arbeiter beschäftigte, und wesentlichen Einfluss auf den Wohlstand der Provinz ausübte – von Kaiser Ferdinand am 3. April 1847 für sich und seine ehelichen Nachkommen in den Freiherrenstand des österreichischen Kaiserstaates erhoben.

## Privates und Nachkommen

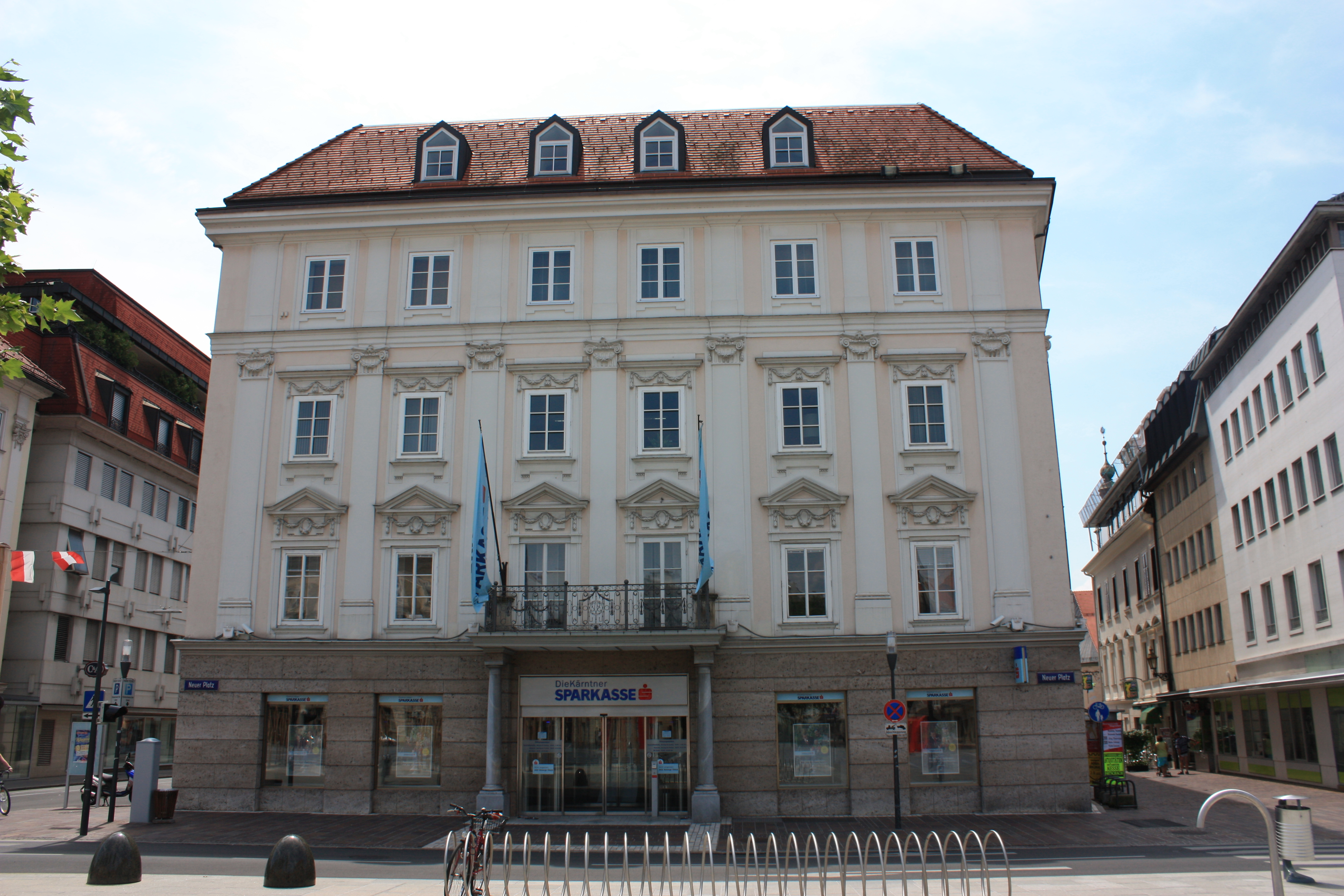
Ehemaliger Wohnsitz in Klagenfurt

Zwei Tage nach Unterzeichnung eines Ehevertrags heiratete Dickmann-Secherau am 3. September 1821 im Klagenfurter Dom Maria Josefa Karoline Schluga von Rastenfeld. 1832 ersteigerte er das Palais am Neuen Platz Nummer 14 in Klagenfurt. Damit unterstrich Dickmann seinen gesellschaftlichen Status und finanziellen Wohlstand. Es handelte sich dabei um ein repräsentatives Gebäude an prominenter Stelle und er vollzog dabei auch den Rückkauf eines ehemaligen Familienbesitzes seiner Gattin Karoline. Seine Ehefrau starb jedoch erst 34-jährig im Jahr 1834. Die Kinder Carolina, Albert, Eugenie und Oskar Dickmann-Secherau entstammten dieser ersten Ehe.

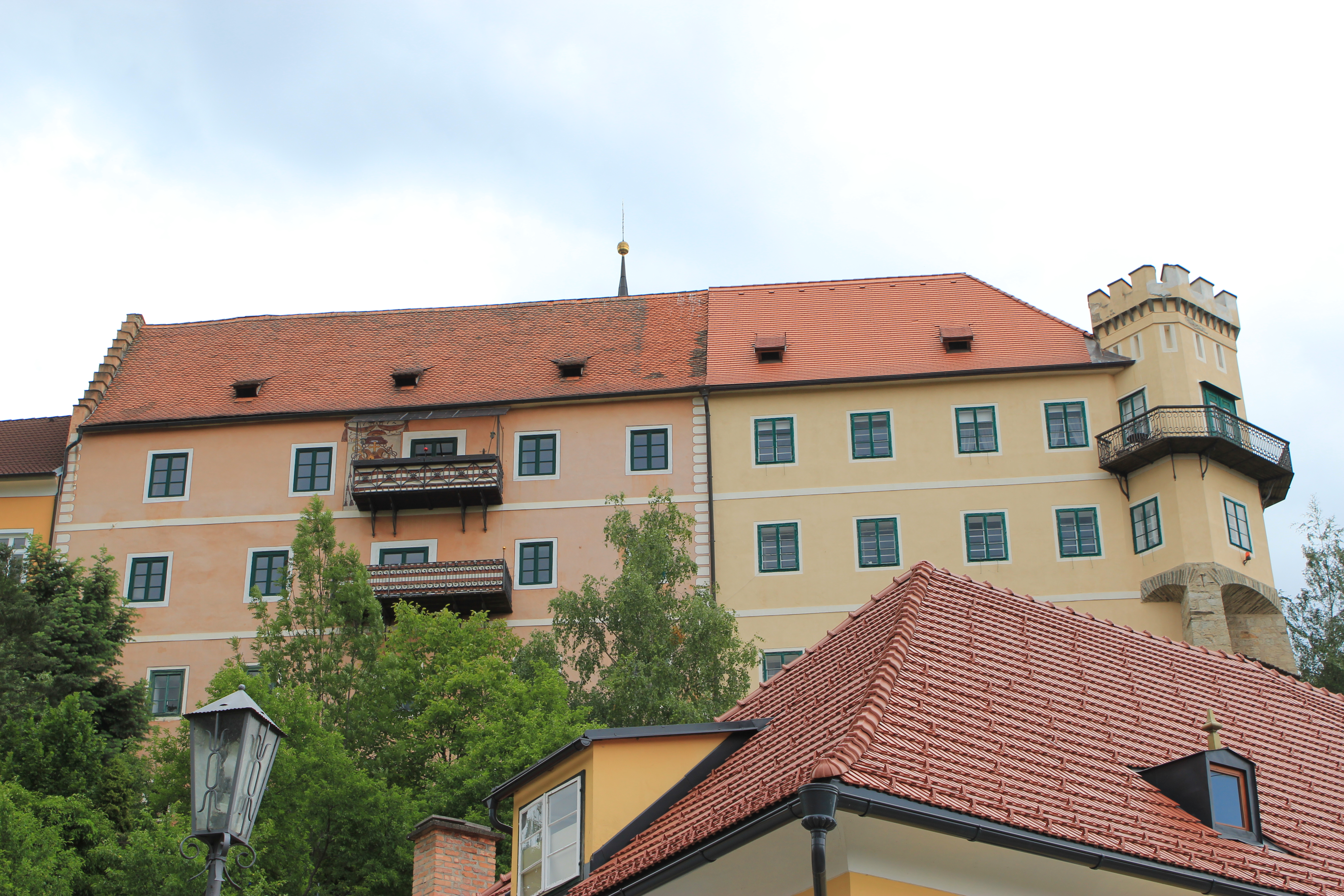
Der historisierende Eckturm am Schloss Althofen ist ein Zubau von Dickmann-Secherau

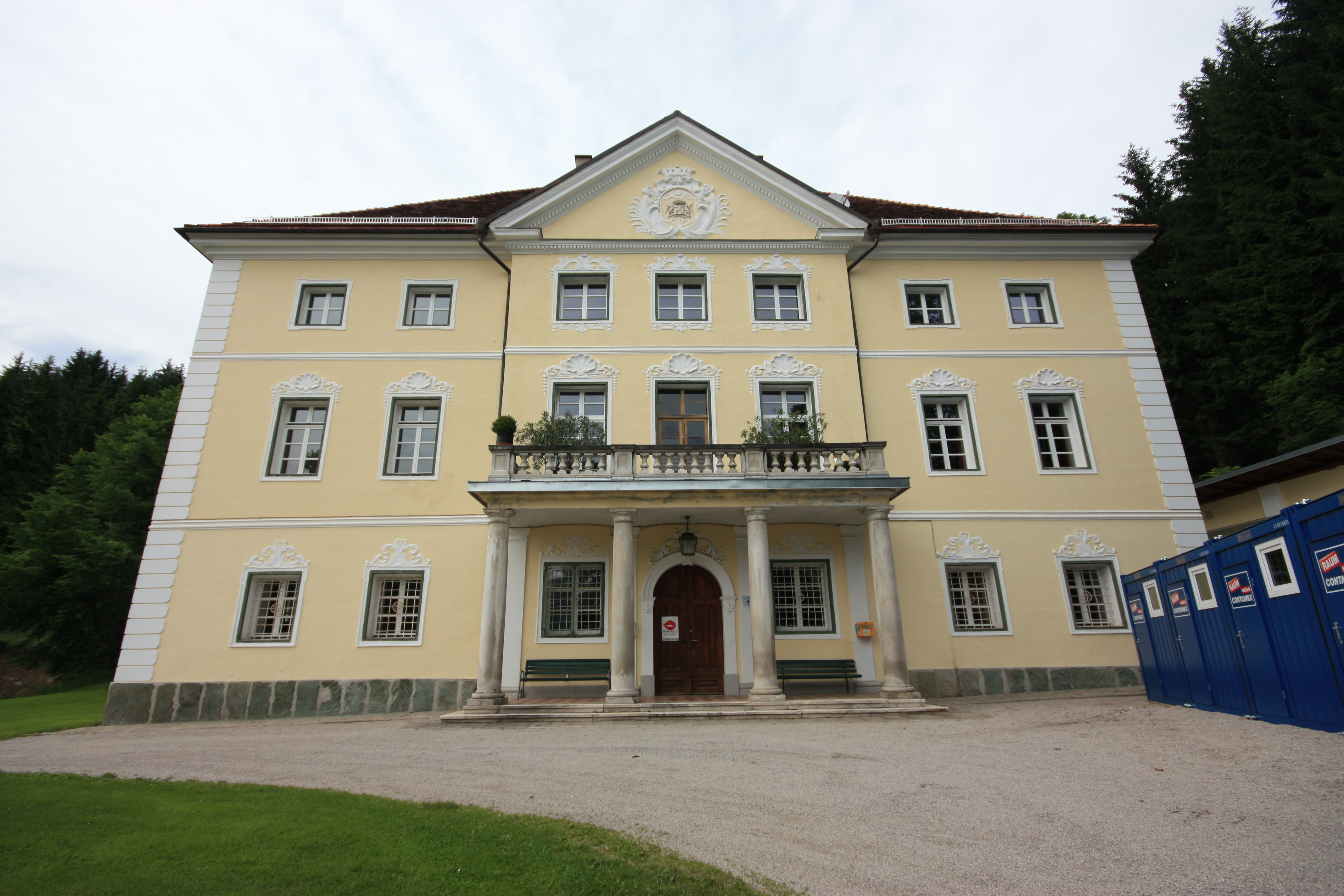
Schloss Töscheldorf

Sieben Monate nach dem Tod seiner Gattin Josefa heiratete er im Oktober 1834 Stephanie Karoline Freiin von Koudelka in Wien, von der er sich jedoch nach sechsjähriger Ehe trennte. 1845 erwarb er nach privaten Turbulenzen die Herrschaft Althofen, wobei er das Schloss in den Jahren 1847 bis 1849 gemeinsam mit seinem Sohn Albert umbaute. 1847 erfolgte eine kostspielige Scheidung von Stephanie.
Am 19. Juli 1863 starb Eugen Freiherr Dickmann von Secherau im 71. Lebensjahr an einer Lungenlähmung auf seinem Schloss Töscheldorf. Er setzte testamentarisch nur die beiden Söhne Albert und Oskar als Universalerben ein.
Dickmanns Tochter Eugenie vermählte sich in Klagenfurt mit dem 19 Jahre älteren Hermann Daublebsky von Sterneck (* 1808), verstarb jedoch schon 1860 32-jährig an einer Gehirnlähmung.
Der Sohn Richard (* 1853) wurde nach k.k. Militärakademie und Jus-Studium in Wien später Diplomat und heiratete im 82. Lebensjahr 1892 die Amerikanerin Lydia Griswold (* 1862) in der Dresdener Hofkirche.
Die Geburt seines Sohn Richard jr. (1893–1909) erlebte der betagte Vater nicht mehr, auch der Sohn verstarb minderjährig ohne Nachkommen.
Dickmanns Tochter Caroline († 1894) vermählte sich mit Otto Maximilian Joseph Daublebsky von Sterneck (1821–1890), der Ehe entsprangen die Söhne Günter (1847–1885) und Eugen Walter (* 1852).
Ausgerüstet mit im Studium erworbenem umfassenden Fachkenntnissen widmeten sich Albert und Oskar entsprechend dem Wunsch ihres Vaters dem Familienunternehmen. Oskar starb bereits im 38. Lebensjahr. Albert wählte den Hauptstandort seines Montanunternehmens zu seinem Lebensmittelpunkt. In Lölling besaß er das Erbe seiner Lattacher’schen Vorfahren, den „Zechner-“ oder „Zehendhof“ (später bekannt als „Dickmann-Schloss“). Albert galt laut Schumpeter eher als Lebemann und konnte die unternehmerischen Erfolge seines Vaters nicht fortsetzen.

## Wappen

Ritterstands-Wappen
Ein roter Schild, durch dessen Mitte ein silberner Querbalken mit drei blauen Eisenhüten ging, und der zu Häupten und zu Füßen eine goldene Lilie wies. Den Schild bedeckten zwei gekrönte einwärtsgekehrte Helme. Der rechte mit fünf Straußenfedern, 1, 3, 5 blau, 2 und 4 silber. Auf dem linken Helm zwei die Sachsen einwärtsgekehrte Adlerflügel, der vordere gold, der hintere rot.
Freiherrliches Wappen
Ein rot und blau gevierteter Schild mit silbernem Herzschild. Das Herzschild enthält drei blaue (2 und 1 gestellt) Eisenhütchen. Im oberen rechten und unteren linken roten Felde ragt ein geharnischter Arm, in ersterem aus dem rechten, in letzterem aus dem linken Seitenrand hervor, mit dem Daumen und Zeigefinger der bloßen Hand einen goldenen Stern emporhaltend. Im oberen linken und unteren rechten Feld eine goldene Lilie. Den Schild bedeckt die Freiherrnkrone, auf welcher drei gekrönte Helme ruhen. Aus dem mittleren, ins Visier gestellten wächst ein geharnischter, rechts gekehrter Mann, mit offenem Helm, in der rechten Hand einen goldenen Stern emporhaltend. Die Linke hält einen Stoßdegen mit goldenem Gefäß an der linken Hüfte. Die beiden anderen Helme sind einwärts gekehrt. Aus dem rechten wachsen 5 Straußenfedern, die 1, 3, 5 rot und die 2 und 4 Gold. Aus dem linken Helm wachsen zwei hintereinander gestellte, mit den Sachsen rechts gelehrte Adlerflügel, der vordere von Gold, der hintere blau. Schildhalter: Zwei auf einer unter dem Schilde sich erstreckenden goldenen Arabesken-Verzierung stehende, einwärtsgekehrte goldene Greife mit ausgeschlagenen roten Zungen, welche mit den Klauen den Schild erfassen.